# 镇平城隍庙
镇平城隍庙位于中华人民共和国河南省南阳市镇平县中山大街西段，亦称纪公祠，始建于元朝，2006年6月8日公布为第四批河南省文物保护单位。

## 建筑
镇平城隍庙现存建筑为明清时期，包括戏楼、拜殿、大殿、东西厢房等。戏楼上檐有斗拱22垛，戏台至地面高度为3.12米，辟有三个门洞供人出入。戏台宽8.88米，进深4.55米，后台宽1.1米，与前台用木隔扇隔开。戏台前后场立有六根柱子，石质柱础，下为覆盆式，上为圆鼓形或莲花形。拜殿在大殿之前，面阔三间，进深一间，单檐歇山顶，内部结构与大殿相连。大殿面阔五间，进深三间，单檐歇山顶，覆灰筒板瓦顶，檐下用五彩重昂斗拱，昂嘴有一半用沟槽昂做法，为斗拱制作的一个特别手法。后院有东西厢房各五间，均为硬山顶。此外，城隍庙内保存有清代的一通《重修城隍庙碑记》石碑。